# مارشا نورمان
مارشا نورمان (بالإنجليزية: Marsha Norman)‏ هي روائية وكاتبة مسرحيات وسيناريوهات.ولدت يوم 21 سبتمبر 1947. فازت مارشا عام 1983م بجائزة بوليتزر للدراما عن مسرحيتها «عمتِ مساءً أمي» (بالإنجليزية: Night mother)‏ لعام 1983 عن الدراما عن مسرحية لها، وكتبت نص مسرحية الحديقة السرية [الإنجليزية]، والتي فازت ب جائزة توني وجائزة مكتب الدراما لأفضل نص مسرحي غنائي (بالإنجليزية:  Drama Desk Award)‏. بالإضافة إلى مسرحية «الحذاء الأحمر»، وليبريتو مسرحية «اللون البنفسجي»، ونص المسرحية الغنائية «جسور مقاطعة ماديسون». وتعمل كرئيسة مشاركة في قسم الكتابة المسرحية في مدرسة جوليارد.

## السيرة الذاتية

### النشأة
ولدت نورمان في لويزفيل في كنتاكي، وهي أكبر أبناء بيلي وبيرثا وليامز الأربع. تعلمت نورمان في صغرها القراءة وعزف البيانو. وبدأت بعد ذلك بحضور مسرحيات في مسرح لويزفيل الذي تأسس في ذلك الوقت. كما حصلت على شهادة البكالوريوس من كلية أغنيس سكوت، ودرجة الماجستير من جامعة لويزفيل. وعملت صحفية لصحيفة لويزفيل تايمز، وقامت بـالكتابة لتلفزيون كنتاكي التعليمي. قامت مارشا بتدريس الأطفال والمراهقين في مؤسسات الأمراض النفسية والمستشفيات؛ وكان لهذا تأثير كبير على كتاباتها، وكان لفتاة الثلاثة عشر عاماً تأثير كبير تجلى في مسرحيتها «الخروج». كما قامت مارشا بتدريس اللغة الإنجليزية في مدرسة جيه جراهام براون ومدرسة برستونيا الابتدائية في لويزفيل.

### المهنة
تم إنتاج مسرحية «الخروج» وهي أول مسرحية لمارشا في مسرح لويزفيل للممثلين ومن ثم عرضت في مسرح برودواي عام 1979م. تدور قصة المسرحية حول فتاة شابة، اُطلِقَ سراحها بشكل مشروط بعد عقوبة ثماني سنوات في السجن بتهمة السطو والخطف والقتل. وهذه المسرحية تعكس تجربة نورمان في العمل مع المراهقين المضطربين في المستشفى المركزي في ولاية كنتاكي. 
أتاح نجاح مسرحية «الخروج» لنورمان فرصة الانتقال إلى مدينة نيويورك، حيث استمرت بالعمل مع مسرح لويزفيل للممثلين. وتم إنتاج مسرحيتها الطويلة «سيرك الحب» في مهرجان هيومانا عام 1978م. وتتضمن المسرحية: سيرك متنقل، والنجم المؤدي، وتوأم سيامي. ومسرحيتها التالية «عمت مساءا أمي» هي أكثر مسرحياتها شهرة، وقد حققت نجاحا لمسرح برودواي الغنائي وتم عمل نسخة فيلم منها. وقد حققت المسرحية لنورمان شهرة كبيرة. تعاملت المسرحية بشكل صريح مع قضية الانتحار، وفازت المسرحية عام 1983م بجائزة  بوليتزر للدراما، وكذلك بجائزة سوزان سميث بلاكبيرن، وجائزة هال-ارينر، وجائزة مكتب الدراما. ومع ذلك تعرضت مسرحيتها التالية «مسافر في الظلام» لنقد نقاد نيويورك اللاذع، وتمادى البعض إلى حد قولهم أنها لايمكن أن تكون قد كتبتها. وقالت مارشا في حوار لها مع صحيفة نيويورك تايمز، بأنها ابتعدت عن المسرح والتفتت إلى النصوص السينمائية، ومثال على ذلك، الفيلم المأخوذ من مسرحيتها «عمتي مساءا أمي». تم عرض الفيلم عام 1986م، وكان من بطولة سيسي سباسيك وآن بانكروفت إلا أنه فشل في إثارة إعجاب النقاد. وعلى الرغم من ذلك ظل الطلب على مارشا في هوليوود، ولكن ليس دائما للأفلام التي تعجبها، أو التي توافق عليها الاستوديوهات.
كتبت نورمان نص المسرحية الغنائية «الحديقة السرية»، وهي مأخوذة من رواية فرانسيس هودسون برنيت الحديقة السرية، وفازت المسرحية بجائزة توني لأفضل نص مسرحي عام 1991م. استمرت مارشا بالعمل في المسرح الغنائي وقَدمت أعمال أخرى كمسرحية «الحذاء الأحمر»، والتي لم تحقق نجاحاً في برودواي عام 1993م. وأنتجت مارشا مسرحيتها ذات الفصل الواحد «ترودي الأزرق» خارج برودواي عام 1991م. وتدور قصة المسرحية حول امرأة قيل لها بالخطأ أنه تبقى لها شهرين فقط للعيش. كما قامت بكتابة الليبريتو للنسخة الموسيقية لمسرحية «اللون البنفسجي»، والتي افُتِتحَت في برودواي عام 2005م، ورُشِحت لجائزة توني لأفضل كتاب غنائي.
وقدمت مارشا مع الملحن جاسون روبرت براون سيمفونية مأخوذة من رواية الأطفال «بوق البجع»، والتي عُرِضت لأول مرة في مركز كينيدي عام 2008م. كما قامت مارشا بكتابة ليبريتو المسرحية الغنائية المأخوذة من فيلم«جسور مقاطعة ماديسون» وقام براوز بالتسجيل، وعُرِضت لأول مرة في مهرجان ويليامز تاون المسرحي في أول أغسطس 2013م. وعُرِضت المسرحية بعد ذلك في برودواي لمدة قصيرة بدءاً من 20 فبراير 2014م.

#### التلفزيون والأفلام
شملت أعمال نورمان في التلفزيون والأفلام النسخة السينمائية لمسرحية «عمتي مساءا أمي». كما قامت مارشا بكتابة أعمال تلفزيونية مثل: «وجه الغريب» عام 1991م، وفيلم «المناخ البارد» عام 1999م، وفيلم «رهينة القلب» عام 2000م، و «قصة أودري هيبورن» عام 2000م. كما قامت نورمان بكتابة سيناريو حلقات مسلسل الهوم بوكس أوفيس «إن تريتمنت» في المعالجة.

## أخرى
تعمل نورمان حالياً في هيئة التدريس في كلية جوليارد في مدينة نيويورك، وتشغل منصب نائب رئيس نقابة المسرحيين الأمريكية. وكُرِمت عام 2011م في مهرجان وليام إنجي للإنجاز المتميز في المسرح الأمريكي. 

## الأعمال
- الخروج(1977)
- سيرك الحب (1979)
- عمتي مساءا أمي(1983)
- المسافر في الظلام (1984)
- العراف (1987) (رواية)
- الثالث والبلوط
- الغسيل
- صالة البلياردو
- العطل
- سارة وإبراهيم
- محبة دانيال بون
- الغداء مع الزنجبيل (مسرحية بجزأ واحد)
- الحديقة السرية(1991)
- الأحذية الحمراء(1993)
- ترودي الأزرق (مسرحية حول الغداء مع الزنجبيل) (1999)
- اللون البنفسجي (2005)
- نادي الجزارين للغناء (2010)
- بوق البجع (2011)، مأخوذ من كتاب إلوين بروكس الموسيقي
- جسور مقاطعة ماديسون (2014)، مأخوذ من رواية روبرت جيمس والر. بالتعاون مع جيسون روبرت براون

## روابط خارجية
- مارشا نورمان على موقع IMDb (الإنجليزية)
- مارشا نورمان على موقع قاعدة بيانات برودواي على الإنترنت (الإنجليزية)
- مارشا نورمان على موقع ديسكوغز (الإنجليزية)
- مارشا نورمان على موقع قاعدة بيانات الفيلم (الإنجليزية)
- مارشا نورمان at the Internet Off-Broadway Database